# Liste der Kulturdenkmale in Glasau
In der Liste der Kulturdenkmale in Glasau sind alle Kulturdenkmale der schleswig-holsteinischen Gemeinde Glasau (Kreis Segeberg) und ihrer Ortsteile aufgelistet (Stand: 10. März 2025).

## Legende
In den Spalten befinden sich folgende Informationen:
- Objekt-ID: die Nummer des Kulturdenkmales
- Lage: die Adresse des Kulturdenkmales und die geographischen Koordinaten. Kartenansicht, um Koordinaten zu setzen. In der Kartenansicht sind Kulturdenkmale ohne Koordinaten mit einem roten Marker dargestellt und können in der Karte gesetzt werden. Kulturdenkmale ohne Bild sind mit einem blauen Marker gekennzeichnet, Kulturdenkmale mit Bild mit einem grünen Marker.
- Offizielle Bezeichnung: Bezeichnung des Kulturdenkmales
- Beschreibung: die Beschreibung des Kulturdenkmales
- Bild: ein Bild des Kulturdenkmales

## Sachgesamtheiten
| Objekt-ID      | Lage                                        | Offizielle Bezeichnung | Beschreibung | Bild                             |
| -------------- | ------------------------------------------- | ---------------------- | --- | -------------------------------- |
| 41004 Wikidata | Am Kirchplatz (54° 3′ 19″ N, 10° 31′ 30″ O) | Kirche Sarau           | Aktualisierung vorgesehen - Begründung: geschichtlich, künstlerisch, städtebaulich, Kulturlandschaft prägend - Schutzumfang: Kirche mit Ausstattung, Alter Kirchhof, Grabmale bis 1870, Kirchhofspforte, Granitböschungsmauer | weitere Fotos \| Fotos hochladen |

## Bauliche Anlagen
| Objekt-ID      | Lage                                              | Offizielle Bezeichnung                            | Beschreibung | Bild                             |
| -------------- | ------------------------------------------------- | ------------------------------------------------- | --- | -------------------------------- |
| 12838          | Am Kirchplatz 6 (54° 3′ 18″ N, 10° 31′ 27″ O)     | ehem. Gaststätte                                  | ehem. Gaststätte; 1883; eingeschossiger, giebelständiger Ziegelbau mit Satteldach, ehem. Stall - Begründung: geschichtlich, städtebaulich - Schutzumfang: ehem. Gaststätte, ehem. Stall - Denkmaltyp: Bauliche Anlage | BW                               |
| 3679 Wikidata  | Am Kirchplatz (54° 3′ 19″ N, 10° 31′ 30″ O)       | Kirche mit Ausstattung                            | Die Sarauer Kirche ist die zweite Kirche an dem Standort und entstand nach 1629, der Turm entstand 1865. Es handelt sich um eine aus rotem Backstein errichtete einschiffige Saalkirche von etwa 35 m Länge und etwa 15 m Breite. Alteintragung (Aktualisierung vorgesehen) - Begründung: geschichtlich, künstlerisch, städtebaulich - Schutzumfang: gesamtes Objekt - Denkmaltyp: Bauliche Anlage, Sachgesamtheit: Kirche Sarau | weitere Fotos \| Fotos hochladen |
| 5171 Wikidata  | Haupthof (54° 3′ 19″ N, 10° 31′ 8″ O)             | Gut Glasau: ehem. Herrenhaus                      | Alteintragung (Aktualisierung vorgesehen) - Begründung: Alteintragung (Aktualisierung vorgesehen) - Schutzumfang: Alteintragung (Aktualisierung vorgesehen) - Denkmaltyp: Bauliche Anlage | BW                               |
| 5172 Wikidata  | Haupthof (54° 3′ 21″ N, 10° 31′ 6″ O)             | Gut Glasau: ehem. Inspektorat                     | Alteintragung (Aktualisierung vorgesehen) - Begründung: Alteintragung (Aktualisierung vorgesehen) - Schutzumfang: Alteintragung (Aktualisierung vorgesehen) - Denkmaltyp: Bauliche Anlage | BW                               |
| 5173 Wikidata  | Haupthof (54° 3′ 20″ N, 10° 31′ 11″ O)            | Gut Glasau: sog. Kavalierhaus                     | Alteintragung (Aktualisierung vorgesehen) - Begründung: Alteintragung (Aktualisierung vorgesehen) - Schutzumfang: Alteintragung (Aktualisierung vorgesehen) - Denkmaltyp: Bauliche Anlage | BW                               |
| 5276 Wikidata  | Haupthof (54° 3′ 21″ N, 10° 31′ 3″ O)             | Gut Glasau: Mansardscheune                        | Alteintragung (Aktualisierung vorgesehen) - Begründung: Alteintragung (Aktualisierung vorgesehen) - Schutzumfang: Alteintragung (Aktualisierung vorgesehen) - Denkmaltyp: Bauliche Anlage | BW                               |
| 5277 Wikidata  | Haupthof (54° 3′ 23″ N, 10° 31′ 5″ O)             | Gut Glasau: Alter Speicher                        | Alteintragung (Aktualisierung vorgesehen) - Begründung: Alteintragung (Aktualisierung vorgesehen) - Schutzumfang: Alteintragung (Aktualisierung vorgesehen) - Denkmaltyp: Bauliche Anlage | BW                               |
| 5170 Wikidata  | Segeberger Straße 1 (54° 3′ 29″ N, 10° 31′ 12″ O) | Gut Glasau: Neues Herrenhaus mit Wirtschaftstrakt | Alteintragung (Aktualisierung vorgesehen) - Begründung: Alteintragung (Aktualisierung vorgesehen) - Schutzumfang: Alteintragung (Aktualisierung vorgesehen) - Denkmaltyp: Bauliche Anlage | BW                               |
| 13893 Wikidata | Segeberger Straße 1 (54° 3′ 31″ N, 10° 31′ 8″ O)  | Gut Glasau: Toranlage                             | Alteintragung (Aktualisierung vorgesehen) - Begründung: Alteintragung (Aktualisierung vorgesehen) - Schutzumfang: Alteintragung (Aktualisierung vorgesehen) - Denkmaltyp: Bauliche Anlage | BW                               |
| 31495 Wikidata | Zum Hagener Holz 17 (54° 1′ 39″ N, 10° 32′ 15″ O) | Sog. „Ziegenhaus“                                 | Alteintragung (Aktualisierung vorgesehen) - Begründung: geschichtlich, Kulturlandschaft prägend - Schutzumfang: Alteintragung (Aktualisierung vorgesehen) - Denkmaltyp: Bauliche Anlage | BW                               |
| 31496 Wikidata | Zum Hagener Holz 19 (54° 1′ 39″ N, 10° 32′ 14″ O) | Forsthaus                                         | Alteintragung (Aktualisierung vorgesehen) - Begründung: Alteintragung (Aktualisierung vorgesehen) - Schutzumfang: Alteintragung (Aktualisierung vorgesehen) - Denkmaltyp: Bauliche Anlage | BW                               |
| 31498 Wikidata | Zum Hagener Holz 19 (54° 1′ 38″ N, 10° 32′ 13″ O) | ehem. Backhaus                                    | Alteintragung (Aktualisierung vorgesehen) - Begründung: Alteintragung (Aktualisierung vorgesehen) - Schutzumfang: Alteintragung (Aktualisierung vorgesehen) - Denkmaltyp: Bauliche Anlage | BW                               |
| 31499 Wikidata | Zum Hagener Holz 19 (54° 1′ 39″ N, 10° 32′ 13″ O) | Stallgebäude                                      | Alteintragung (Aktualisierung vorgesehen) - Begründung: Alteintragung (Aktualisierung vorgesehen) - Schutzumfang: Alteintragung (Aktualisierung vorgesehen) - Denkmaltyp: Bauliche Anlage | BW                               |

## Gründenkmale
| Objekt-ID      | Lage                                              | Offizielle Bezeichnung | Beschreibung | Bild |
| -------------- | ------------------------------------------------- | ---------------------- | --- | ---- |
| 20866 Wikidata | Am Kirchplatz (54° 3′ 18″ N, 10° 31′ 30″ O)       | Alter Kirchhof         | Alteintragung (Aktualisierung vorgesehen) - Begründung: geschichtlich, Kulturlandschaft prägend - Schutzumfang: Alter Kirchhof, Grabmale bis 1870, Kirchhofspforte, Granitböschungsmauer - Denkmaltyp: Gründenkmal, Sachgesamtheit: Kirche Sarau | BW   |
| 13894 Wikidata | Enge Straße (54° 3′ 21″ N, 10° 31′ 19″ O)         | Lindenallee nach Sarau | Lindenallee; vor ca. 50 Jahren replantiert; Ost-West verlaufende, vom Gutspark Glasau nach Sarau führende Lindenallee - Begründung: geschichtlich, Kulturlandschaft prägend - Schutzumfang: gesamtes Objekt - Denkmaltyp: Gründenkmal | BW   |
| 10877 Wikidata | Segeberger Straße 1 (54° 3′ 21″ N, 10° 30′ 55″ O) | Gutspark               | Gutspark Glasau; 19./20. Jh., im Kern auf das späte Mittelalter zurückgehend; um das alte und neue Herrenhaus des Gutes herum gruppierte Garten- und Parkanlage mit aufgestautem Burgsee, ehem. Burggraben, dem Bach der Glasau, verschiedenen Alleen, Eiskellerhügel, Bienenhaus und Taubenhaus - Begründung: geschichtlich, künstlerisch, Kulturlandschaft prägend - Schutzumfang: Gutspark, Taubenhaus, Bienenhaus, geköpfte Lindenallee, Eichenallee, Kugelahornallee, Eiskellerhügel, aufgestauter Burgsee, ehem. umlaufender Burggraben, Bach Glasau - Denkmaltyp: Gründenkmal | BW   |

## Quelle
- Liste der Kulturdenkmale in Schleswig-Holstein – Kreis Segeberg

- Karte mit allen Koordinaten:
- OSM |
- WikiMap